# Christian Hviid Bredahl

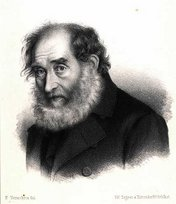
Christian Hviid Bredahl

Christian Hviid Bredahl (* 1784; † 1860) war ein dänischer Schriftsteller.

## Leben
Bredahl war auf dem Gymnasium zu Slagelse ein Mitschüler des späteren Schriftstellers Bernhard Severin Ingemann. Mit 17 Jahren ging Berdahl 1801 nach Kopenhagen und begann an der dortigen Universität zu studieren. Nach einiger Zeit brach er dieses Studium ab und widmete sich der Landwirtschaft.
Mit vierzig Jahren zog sich Brehdahl auf einen kleinen Landsitz, welchen er auch selbst bewirtschaftete, in der Nähe von Sorø zurück. Als (fast) autarker Landwirt lebte er dort sehr genügsam bis an sein Lebensende. 1819 konnte Bredahl mit seinem Erstling „Dramtiske Scener“ debütieren.
Im Alter von ungefähr 76 Jahren starb Bredahl 1860.
Bredahl thematisierte in seinem gesamten literarischen Werk seine Lebensanschauungen: die Liebe zur Natur. Seine Form hatte er bereits in seinem ersten Werk gefunden und blieb ihr inhaltlich und stilistisch treu. Nach Bredahls eigenem Bekunden hatten gerade die Tragödien William Shakespeares einen nachhaltigen Einfluss auf ihn.
In seinen „politischen“ Schriften zeigte Bredahl sich als Gegner der Romantik (Adam Oehlenschläger und sein Kreis) und des Realismus (Thomasine Gyllembourg-Ehrensvärd). Bredahl war als Verfechter der Aufklärung ein Bewunderer des Philosophen Jean-Jacques Rousseau und schwärmte als Deist von einer „reinen Natur“ und lehnte die Einflussnahme durch den Menschen ab.

## Werke
- Frederik Ludvig Liebenberg (Hrsg.): Bredahls dramatiske scener.  Kopenhagen 1855 (3 Bde.).

Neuausgabe:
- Ole Ravn (Hrsg.): Christian Hviid Bredahls "Dramatiske Scener". Kopenhagen 1977. Studier fra sprog- og oldtidsforskning; 291. ISBN 87-12-83844-6